# Rivière-Verdun
Entités précédentes :
- Jugerie de Rivière et jugerie de Verdun

Entités suivantes :
- Départements de la Haute-Garonne, de Tarn-et-Garonne, du Gers et des Hautes-Pyrénées
- Région Occitanie

Le pays de Rivière-Verdun, officiellement appelé jugerie de Rivière-Verdun, est un pays d'élection situé sur la rive gauche de la Garonne dans la partie orientale de la Gascogne et en Comminges. Ses principales villes sont Verdun-sur-Garonne, Beaumont-de-Lomagne (actuel Tarn-et-Garonne), Montréjeau (Haute-Garonne) et Gimont (Gers). 
La jugerie de Rivière-Verdun est créée en 1469 par la réunion des jugeries de Rivière (Montréjeau) et de Verdun. À partir de 1635, elle fait partie de la généralité de Montauban puis (1716) de la généralité d'Auch.
Comme toutes les circonscriptions d'Ancien Régime autres que les paroisses, elle disparait en 1790, au début de la Révolution française, lorsque l'Assemblée nationale constituante crée les départements.

## Localisation
Le territoire de la jugerie s'étend sur celui des actuels départements de la Haute-Garonne, du Tarn-et-Garonne, du Gers et des Hautes-Pyrénées. En plus de Verdun, Montréjeau, Beaumont et Gimont, elle inclut les localités de Cadours (Haute-Garonne), Grenade (Haute-Garonne), Cologne (Gers), Marciac (Gers) et Saint-Bertrand-de-Comminges (Haute-Garonne).
Ce territoire n'est pas continu, mais constitué de paroisses isolées, avec cependant deux regroupements notables : 
- au nord, autour de Verdun, Beaumont et Grenade ;
- au sud, dans les vallées pyrénéennes contiguës du Louron (Loudenvielle), du Larboust (actuel pays de Luchon) et d'Oueil (aussi dans le pays de Luchon).

Entre ces deux ensembles, les autres paroisses constituent des enclaves dans des circonscriptions diverses, principalement les pays d'Armagnac et d'Astarac en Gascogne et de Comminges (ancien comté de Comminges).
Les paroisses de la jugerie sont limitrophes :
- au nord, de la Lomagne et du pays de Montauban (paroisse la plus au nord : Saint-Nicolas-de-la-Grave)
- à l'ouest, de l'Armagnac et de l'Astarac) (paroisses les plus à l'ouest : Beaumarchés et Marciac),
- au sud, de la Bigorre, du Val d'Aran (royaume d'Espagne) et de la vicomté du Nébouzan (dépendance du Comminges),
- à l'est, de la vicomté du Couserans, du comté de Foix et du Languedoc.

## Histoire
Sa création, sous le règne de Louis XI, résulte de la réunion de deux jugeries : la jugerie de Rivière (chef-lieu : Montréjeau) et la jugerie de Verdun (aujourd'hui Verdun-sur-Garonne). 
La jugerie de Rivière-Verdun totalise vingt-huit enclaves entre la Gascogne et le Comminges[pas clair], ainsi qu à l'intérieur de ces deux provinces.

## Liste des communes de la jugerie
Les paroisses d'Ancien Régime deviennent des communes en 1790. Elles sont ici présentées selon leur situation dans un département actuel, avec leur population (2013).  
| Commune                      | Département     | Superficie | Population | Année population | Densité |
| ---------------------------- | --------------- | ---------- | ---------- | ---------------- | ------- |
| Angeville                    | Tarn-et-Garonne | 8,33       | 223        | 2013             | 26,77   |
| Aucamville                   | Tarn-et-Garonne | 22,91      | 1 137      | 2013             | 49,63   |
| Beaumont-de-Lomagne          | Tarn-et-Garonne | 46,16      | 3 797      | 2013             | 82,26   |
| Beaupuy                      | Tarn-et-Garonne | 11,81      | 320        | 2013             | 27,10   |
| Bouillac                     | Tarn-et-Garonne | 30,45      | 618        | 2013             | 20,30   |
| Bourret                      | Tarn-et-Garonne | 16,48      | 835        | 2013             | 50,67   |
| Castelferrus                 | Tarn-et-Garonne | 8,39       | 423        | 2013             | 50,42   |
| Cordes-Tolosannes            | Tarn-et-Garonne | 15,77      | 336        | 2013             | 21,31   |
| Cumont                       | Tarn-et-Garonne | 7,35       | 52         | 2013             | 7,07    |
| Fajolles                     | Tarn-et-Garonne | 9,32       | 97         | 2013             | 10,41   |
| Garganvillar                 | Tarn-et-Garonne | 22,34      | 665        | 2013             | 29,77   |
| Lafitte                      | Tarn-et-Garonne | 4,74       | 237        | 2013             | 50,00   |
| Lamothe-Cumont               | Tarn-et-Garonne | 5,35       | 117        | 2013             | 21,87   |
| Marignac                     | Tarn-et-Garonne | 5,07       | 116        | 2013             | 22,88   |
| Mas-Grenier                  | Tarn-et-Garonne | 24,66      | 1 318      | 2013             | 53,45   |
| Saint-Nicolas-de-la-Grave    | Tarn-et-Garonne | 29,34      | 2 166      | 2013             | 73,82   |
| Saint-Sardos                 | Tarn-et-Garonne | 26,56      | 963        | 2013             | 36,26   |
| Savenès                      | Tarn-et-Garonne | 22,57      | 778        | 2013             | 34,47   |
| Verdun-sur-Garonne           | Tarn-et-Garonne | 36,26      | 4 537      | 2013             | 125,12  |
| Ardizas                      | Gers            | 8,52       | 203        | 2013             | 23,83   |
| Auradé                       | Gers            | 21,32      | 653        | 2013             | 30,63   |
| Aurimont                     | Gers            | 8,07       | 208        | 2013             | 25,77   |
| Beaumarchés                  | Gers            | 32,47      | 681        | 2013             | 20,97   |
| Cadeillan                    | Gers            | 4,26       | 60         | 2013             | 14,08   |
| Cologne                      | Gers            | 6,52       | 901        | 2013             | 138,09  |
| Endoufielle                  | Gers            | 17,10      | 551        | 2013             | 32,22   |
| Escornebœuf                  | Gers            | 25,45      | 521        | 2013             | 20,47   |
| Gimont                       | Gers            | 27,58      | 2 871      | 2013             | 104,10  |
| Giscaro                      | Gers            | 5,40       | 88         | 2013             | 16,30   |
| Lahas                        | Gers            | 14,54      | 165        | 2013             | 11,35   |
| Lalanne-Arqué                | Gers            | 11,15      | 150        | 2013             | 13,45   |
| Marciac                      | Gers            | 20,60      | 1 252      | 2013             | 60,78   |
| Maurens                      | Gers            | 13,03      | 302        | 2013             | 23,18   |
| Miélan                       | Gers            | 21,88      | 1 219      | 2013             | 55,71   |
| Monties                      | Gers            | 10,55      | 76         | 2013             | 7,20    |
| Montiron                     | Gers            | 10,54      | 123        | 2013             | 11,67   |
| Polastron                    | Gers            | 15,21      | 266        | 2013             | 17,49   |
| Saint-André                  | Gers            | 5,58       | 108        | 2013             | 19,35   |
| Sainte-Dode                  | Gers            | 18,84      | 229        | 2013             | 12,15   |
| Sarrant                      | Gers            | 19,81      | 395        | 2013             | 19,94   |
| Simorre                      | Gers            | 35,85      | 706        | 2013             | 19,64   |
| Solomiac                     | Gers            | 13,80      | 518        | 2013             | 37,54   |
| Tachoires                    | Gers            | 9,61       | 95         | 2013             | 9,89    |
| Urdens                       | Gers            | 7,77       | 274        | 2013             | 35,26   |
| Adervielle-Pouchergues       | Hautes-Pyrénées | 9,14       | 120        | 2013             | 13,13   |
| Arné                         | Hautes-Pyrénées | 8,34       | 213        | 2013             | 25,54   |
| Avajan                       | Hautes-Pyrénées | 3,29       | 67         | 2013             | 20,36   |
| Bonrepos                     | Hautes-Pyrénées | 8,80       | 188        | 2013             | 21,36   |
| Campistrous                  | Hautes-Pyrénées | 10,12      | 309        | 2013             | 30,53   |
| Cazaux-Fréchet-Anéran-Camors | Hautes-Pyrénées | 12,35      | 58         | 2013             | 4,70    |
| Clarens                      | Hautes-Pyrénées | 11,30      | 501        | 2013             | 44,34   |
| Estarvielle                  | Hautes-Pyrénées | 0,80       | 28         | 2013             | 35,00   |
| Galan                        | Hautes-Pyrénées | 14,05      | 733        | 2013             | 52,17   |
| Galez                        | Hautes-Pyrénées | 7,29       | 174        | 2013             | 23,87   |
| Gazave                       | Hautes-Pyrénées | 7,17       | 67         | 2013             | 9,34    |
| Génos                        | Hautes-Pyrénées | 23,63      | 158        | 2013             | 6,69    |
| Germ                         | Hautes-Pyrénées | 12,55      | 43         | 2013             | 3,43    |
| Gouaux                       | Hautes-Pyrénées | 6,02       | 76         | 2013             | 12,62   |
| Izaux                        | Hautes-Pyrénées | 5,33       | 193        | 2013             | 36,21   |
| La Barthe-de-Neste           | Hautes-Pyrénées | 7,62       | 1 203      | 2013             | 157,87  |
| Loudenvielle                 | Hautes-Pyrénées | 42,65      | 284        | 2013             | 6,66    |
| Loudervielle                 | Hautes-Pyrénées | 5,39       | 62         | 2013             | 11,50   |
| Mont                         | Hautes-Pyrénées | 8,41       | 45         | 2013             | 5,35    |
| Montoussé                    | Hautes-Pyrénées | 7,88       | 241        | 2013             | 30,58   |
| Montsérié                    | Hautes-Pyrénées | 2,25       | 61         | 2013             | 27,11   |
| Nestier                      | Hautes-Pyrénées | 4,94       | 160        | 2013             | 32,39   |
| Recurt                       | Hautes-Pyrénées | 13,43      | 179        | 2013             | 13,33   |
| Réjaumont                    | Hautes-Pyrénées | 6,70       | 183        | 2013             | 27,31   |
| Saint-Paul                   | Hautes-Pyrénées | 6,85       | 311        | 2013             | 45,40   |
| Tournous-Devant              | Hautes-Pyrénées | 4,67       | 115        | 2013             | 24,63   |
| Trie-sur-Baïse               | Hautes-Pyrénées | 11,20      | 1 062      | 2013             | 94,82   |
| Uglas                        | Hautes-Pyrénées | 8,54       | 289        | 2013             | 33,84   |
| Vielle-Louron                | Hautes-Pyrénées | 2,89       | 83         | 2013             | 28,72   |
| Alan                         | Haute-Garonne   | 11,29      | 321        | 2013             | 28,43   |
| Arlos                        | Haute-Garonne   | 9,41       | 95         | 2013             | 10,10   |
| Arnaud-Guilhem               | Haute-Garonne   | 7,70       | 232        | 2013             | 30,13   |
| Beaufort                     | Haute-Garonne   | 8,51       | 354        | 2013             | 41,60   |
| Bonrepos-sur-Aussonnelle     | Haute-Garonne   | 10,17      | 1 049      | 2013             | 103,15  |
| Bordes-de-Rivière            | Haute-Garonne   | 8,52       | 497        | 2013             | 58,33   |
| Boudrac                      | Haute-Garonne   | 11,64      | 137        | 2013             | 11,77   |
| Boulogne-sur-Gesse           | Haute-Garonne   | 24,73      | 1 605      | 2013             | 64,90   |
| Brignemont                   | Haute-Garonne   | 21,96      | 391        | 2013             | 17,81   |
| Cadours                      | Haute-Garonne   | 10,58      | 1 092      | 2013             | 103,21  |
| Cambernard                   | Haute-Garonne   | 8,48       | 456        | 2013             | 53,77   |
| Castillon-de-Larboust        | Haute-Garonne   | 20,67      | 50         | 2013             | 2,42    |
| Cathervielle                 | Haute-Garonne   | 3,70       | 37         | 2013             | 10,00   |
| Cazarilh-Laspènes            | Haute-Garonne   | 2,37       | 26         | 2013             | 10,97   |
| Cazeaux-de-Larboust          | Haute-Garonne   | 19,14      | 91         | 2013             | 4,75    |
| Cazeneuve-Montaut            | Haute-Garonne   | 4,59       | 71         | 2013             | 15,47   |
| Cox                          | Haute-Garonne   | 4,07       | 343        | 2013             | 84,28   |
| Fabas                        | Haute-Garonne   | 18,68      | 208        | 2013             | 11,13   |
| Fonsorbes                    | Haute-Garonne   | 19,03      | 11 786     | 2013             | 619,34  |
| Forgues                      | Haute-Garonne   | 5,24       | 198        | 2013             | 37,79   |
| Garin                        | Haute-Garonne   | 5,62       | 135        | 2013             | 24,02   |
| Gouaux-de-Larboust           | Haute-Garonne   | 1,67       | 58         | 2013             | 5,44    |
| Grenade                      | Haute-Garonne   | 37,01      | 8 430      | 2013             | 227,78  |
| Jurvielle                    | Haute-Garonne   | 5,79       | 21         | 2013             | 3,63    |
| Laffite-Toupière             | Haute-Garonne   | 4,84       | 97         | 2013             | 20,04   |
| Lamasquère                   | Haute-Garonne   | 6,11       | 1 418      | 2013             | 232,08  |
| Le Burgaud                   | Haute-Garonne   | 24,18      | 892        | 2013             | 36,89   |
| Le Castéra                   | Haute-Garonne   | 16,71      | 833        | 2013             | 49,85   |
| Le Fréchet                   | Haute-Garonne   | 4,21       | 114        | 2013             | 27,08   |
| Lherm                        | Haute-Garonne   | 27,26      | 3 550      | 2013             | 130,23  |
| Merville                     | Haute-Garonne   | 30,68      | 4 979      | 2013             | 162,29  |
| Montréjeau                   | Haute-Garonne   | 8,21       | 2 870      | 2013             | 349,57  |
| Oô                           | Haute-Garonne   | 32,53      | 100        | 2013             | 3,07    |
| Ponlat-Taillebourg           | Haute-Garonne   | 8,60       | 602        | 2013             | 70,00   |
| Portet-de-Luchon             | Haute-Garonne   | 4,11       | 37         | 2013             | 9,00    |
| Poubeau                      | Haute-Garonne   | 4,21       | 75         | 2013             | 17,81   |
| Pradère-les-Bourguets        | Haute-Garonne   | 4,89       | 320        | 2013             | 65,44   |
| Rieumes                      | Haute-Garonne   | 30,90      | 3 496      | 2013             | 113,14  |
| Saint-Aventin                | Haute-Garonne   | 17,40      | 100        | 2013             | 5,75    |
| Saint-Béat                   | Haute-Garonne   | 7,37       | 395        | 2013             | 53,60   |
| Saint-Bertrand-de-Comminges  | Haute-Garonne   | 11,17      | 246        | 2013             | 22,02   |
| Saint-Clar-de-Rivière        | Haute-Garonne   | 10,07      | 1 210      | 2013             | 120,16  |
| Saint-Frajou                 | Haute-Garonne   | 16,61      | 209        | 2013             | 12,58   |
| Saint-Lys                    | Haute-Garonne   | 21,30      | 8 917      | 2013             | 418,64  |
| Saint-Pé-Delbosc             | Haute-Garonne   | 5,51       | 126        | 2013             | 22,87   |
| Sainte-Foy-de-Peyrolières    | Haute-Garonne   | 38,02      | 2 053      | 2013             | 54,00   |
| Sajas                        | Haute-Garonne   | 5,00       | 113        | 2013             | 22,60   |
| Sepx                         | Haute-Garonne   | 12,37      | 217        | 2013             | 17,54   |
| Seysses                      | Haute-Garonne   | 25,26      | 7 954      | 2013             | 314,89  |
| Trébons-de-Luchon            | Haute-Garonne   | 0,83       | 6          | 2013             | 7,23    |
| 123 Communes                 | 4 Départements  | 1 680.83   | 107 168    | 2013             | 63.76   |

| Département     | Nombre Communes | % sur Total Nbre Communes | Superficie Totale | % sur Total de la Superficie | Population Totale | % sur Total de la Population | Année population | Densité |
| --------------- | --------------- | ------------------------- | ----------------- | ---------------------------- | ----------------- | ---------------------------- | ---------------- | ------- |
| Tarn-et-Garonne | 19              | 15,45 %                   | 353,86            | 21,05 %                      | 18 735            | 17,48 %                      | 2013             | 52,94   |
| Gers            | 25              | 20,33 %                   | 385,45            | 22,93 %                      | 12 615            | 11,77 %                      | 2013             | 32,73   |
| Hautes-Pyrénées | 29              | 23,58 %                   | 273,60            | 16,28 %                      | 7 206             | 6,72 %                       | 2013             | 26,34   |
| Haute-Garonne   | 50              | 40,65 %                   | 667,92            | 39,74 %                      | 68 612            | 64,02 %                      | 2013             | 102,72  |

## Territoire

### En Gascogne
Au nord, dans le Bas-Armagnac et en Lomagne, la Jugerie de Rivière-Verdun totalise cinq enclaves de tailles très variables. Son siège se trouve à Verdun (Verdun-sur-Garonne), dans la partie de la Jugerie du même nom longeant la rive gauche de la Garonne.  
1. L'enclave de Verdun avec : Verdun (Verdun-sur-Garonne[3], en 1892, absorbe Saint-Sernin-de-Ricancelle et Notre-Dame-de-la-Croix en 1792, Saint-Pierre-de-Mauvers en 1805, séparé de Savenès en 1901), Angeville[3], Aucanville (Aucamville[3] en 1801), Beaumont (Beaumont-de-Lomagne[3] en 1892, absorbe Saint-Jean en 1802), Saint-Jean (absorbé par Beaumont-de-Lomagne en 1802), Sérignac, Beaupuy-dit-Belpech (Beaupuy[3] en 1801), Bouilhac (Bouillac[3] en 1801, absorbe Saint-Salvy en 1813), Bourret[3] (absorbe Montaïn en 1813, cède Montaïn à Labourgade en 1823), Burgaud (Le Burgaud en 1801), Cordes-Toulouzanes (Cordes-Tolosanne[3] en 1801), Fayolles (Fajolles[3] en 1793), Garganvillar[3], Gimat, Grenade[3] (absorbe Saint-Caprais-du-Rouanet en 1810, se sépare de Larra en 1955), Lafitte[3], Le Mas Garnier (Lemas-Grenier en 1793, Mas-Grenier[3] en 1801, absorbe Saint-Cassian et Saint-Pierre-de-la-Cour en 1790), Le Cauze (Le Causé[3] en 1801), Le Burgaud[3], Le Mouttet (Moutet, absorbé par Saint-Nicolas-de-la-Grave en 1805), Saint-Caprais-du-Rouanet (absorbé par Grenade en 1810), Saint-Cassian et Saint-Pierre-de-la-Cour (absorbés par Mas-Grenier en 1790), Saint-Pierre-de-Mauvers (absorbé par Verdun-sur-Garonne en 1805), Saint-Salvy[3] (absorbé par Bouillac en 1813), Saint-Sardos[3], Saint-Sernin-de-Ricancelle et Notre-Dame-de-la-Croix (absorbés par Verdun-sur-Garonne en 1792), Saint-Séverin-de-Larra (Larra, détaché de Grenade en 1955), Savènes (Savenès, séparé de Verdun-sur-Garonne en 1901).
2. L'enclave Saint-Nicolas-de-la-Grave avec : Saint-Nicolas (Saint-Nicolas-de-la-Grave[3] en 1801, absorbe Moutet en 1806).
3. L'enclave de Cumont avec : Cumont[3], Lamothe-Cumont[3].
4. L'enclave d'Urdens avec : Urdens (absorbe une partie de Lamothe-Endo en 1823).
5. L'enclave de Cologne avec : Cologne (absorbe Saint-Paul en 1805 et Pouyminet en 1821, se sépare de Saint-Georges et de Saint-Pierre-de-Vinsac en 1790), Arcamont (absorbé par Roquelaure en 1950), Ardizas, Brignemont[3] (absorbe Saint-Paul-de-Cologne et Saint-Menne en l'an II), Cadours[3], Cox, Saint-Georges (détaché de Cologne en 1790 et de Saint-Pierre-de-Vinsac de 1790 à 1792), Saint-Menne[3] (absorbé par Brignemont en l'an II), Saint-Pierre-de-Vinsac (détaché puis absorbé par Saint-Georges en 1790 et 1792), Sarran (Sarrant en 1801), Solomiac.
6. L'enclave d'Auradé avec : Auradé (absorbe Azimont et Blanquefort en 1793, Goujon en 1827),  Andoufielle (Endoufielle en 1801), Bonrepos-de-Sainte-Foy (Bonrepos-sur-Ausonnelle[3] en 1922).

À l'est, à l'intérieur du Haut-Armagnac et du comté d'Astarac, la Jugerie de Rivière-Verdun totalisait onze enclaves, la plupart de tailles modestes :  
1. L'enclave du Castéra, avec : Le Castéra[3], Pradère, Les Bourguets (Pradère-les-Bourguets[3] en 1801).
2. L'enclave de Gimont, avec : Gimont (absorbe Cahuzac en 1790), Ambon, Saint-Jean-de-las-Monges (absorbé par Escornebœuf en 1792), Aurimont (absorbe Préchac en 1821 et Sainte-Marie-Maurens en 1829), Escornboueou (Escornebœuf, commune créée en 1791, absorbe Ambon, Lagarnison, Saint-Jean-de-la-Salette, Saint-Jean-de-la-Salette en 1792), Giscaro, Goudourvielle (absorbé par Lias en 1822), Goujon (absorbé par Auradé en 1827), Juilles (absorbe Marrox, Saint-Caprais en 1790, se sépare de Saint-Caprais en 1947), La Motte-Delbec-des-Champs (absorbé par Saint-André en 1821), Lagarnison (absorbé par Escornebœuf en 1792), Laurac (absorbé par Polastron en 1836), Marrox (absorbé par Juilles en 1790), Maurens, Montiron, Polastron-Gimois (Polastron, absorbe Laurac en 1836), Prechac et Sainte-Marie-Maurens (absorbés par Aurimont en 1821 et 1829), Saint-André (absorbe La Motte-Delbec-des-Champs en 1821), Saint-Jean-de-las-Monges, Saint-Jean-de-la-Salette (absorbés par Escornebœuf en 1792).
3. L'enclave de Beaumarchez avec : Beaumarchez (Beaumarchés, absorbe Cayron, Coutens, Marseillan-Debat, Monferran, Ricau en 1792), Cayron, Coutens, Marseillan-Debat, Monferran, Ricau (absorbés par Beaumarchés en 1792).
4. L'enclave de Marciac, avec : Marciac (se sépare de Bars, Pouy-le-Bon, Saint-Christaud, Tourdun en 1790), Bars (séparé de Marciac en 1790, absorbe Marignan en 1793), Saint-Christaud, Pouy-le-Bon (séparés de Marciac en 1790).
5. L'enclave de Simorre, avec : Simorre (se sépare de Boissède et Pargesse en 1790, absorbe Baillasbat en 1836), Tachouères (Tachoires en 1793, se sépare de Salleneuve en 1790), Lamaguère (absorbe Libou en 1822).
6. L'enclave de Cadeillan, avec : Cadeilhan (Cadeillan en 1801).
7. L'enclave de Montiès, avec : Montiès (absorbe Aussos en 1836 mais s'en sépare en 1949).
8. L'enclave de Mazerettes, avec : Mazerettes (absorbé par Mirande en 1841).
9. L'enclave de Miélan, avec : Miélan, Sainte-Dode.
10. L'enclave de Trie, avec : Trie (Trie-sur-Baïse en 1966), La Lanne (Lalanne-Trie en 1919), Mazerolles.
11. L'enclave de Galan avec : Galan, Arné, Boudrac[3], Bourrepaux (Bonrepos en 1905), Campistroux (Campistrous en 1801), Clarens, Galés (Galez en 1801), Recurt, Réjaumont, Tournous-Devant, Uglas.

### En Comminges
Entre le duché de Gascogne, les États du Languedoc, la vicomté du Nébouzan et le Pays des Quatre-Vallées (vallées d'Aure, de Barousse, de la Neste et du Magnoac), la Jugerie de Rivière-Verdun totalisait douze enclaves allant de très petites (Saint-Béat ou Sepx) à celles plus grandes (Génos ou Alan) : 
1. L'enclave de Saint-Lys avec : Saint-Lis (Saint-Lys[3] en 1801), Beaufort[3], Cambernat (Cambernard[3]), Fontsorbes (Fonsorbes[3]), Frouzins, La Masquère (Lamasquère[3]), La Salvetat-de-Sainte-Foy (absorbé par Sainte-Foy en 1790), Saint-Clar (Saint-Clar-de-Rivière[3] en 1936), Sainte-Foy (Sainte-Foy-de-Peyrolières[3] en 1929, absorbe La Salvetat-de-Sainte-Foy en 1790), Seyguède (Saiguède) et Seysses-Tolosane (Seysses[3]).
2. L'enclave de Rieumes avec : Rieumes[3] (absorbe Lespérès en 1836), Forgues[3], Le Lerm (Lherm[3]) et Sajas[3].
3. L'enclave de Sepx avec : Sepx[3], Montaut et Cazeneuve (Cazeneuve-Montaut[3] en 1825).
4. L'enclave d'Alan avec : Alan[3], Le Frechet, Mont-Raisin (Arnaud-Guilhem[3] en 1801), La Fite (Lafitte-Toupière[3] en 1801).
5. L'enclave de Saint-Frajou avec : Saint-Frajou[3], Martignan[3] (rattaché à Fabas en l'an IV) et Fabas[3].
6. L'enclave de Boulogne avec : Boulogne (Boulogne-sur-Gesse[3] en 1958), Lilhette-Toupière[3] (fusion avec Boulogne-sur-Gesse en 1790), Saint-Pé-Delbosc[3] et Lalanne-Arque.
7. L'enclave de Savignac-del-Rey, avec : Savignac-del-Rey (Savignac-Loussous, absorbé par Saint-Lizier-du-Planté en 1830).
8. L'enclave de Montoussé avec : Montoussé, Gazave, Izeaux (Izaux en 1801), Labarthe (La Barthe-de-Neste en 1889), Montsérié,
9. L'enclave de Nestier avec : Nestier.
10. L'enclave de Bordes-de-Rivière avec : Bordes (Bordes-de-Rivière[3] en 1921).
11. L'enclave de Ponlat-Taillebourg avec : Ponlat, Taillebourg (Ponlat-Taillebourg[3], fusion en 1793)
12. L'enclave de Génos avec : Génos, Adervielle, Pouchergues (Adervielle-Pouchergues, fusion en 1987), Aranvielle, Armenteule, Avajan, Bareilles, Bernet[3] (absorbé par Billère en l'an VIII), Billère[3] (absorbe Bernet en l'an VIII), Estarvielle, Castillon (Castillon-de-Larboust[3]), Cathervielle[3], Cazaux (Cazaux-de-Larboust[3]), Cazaux-Debat, Cazaux-Dessus, Le Fréchet[3], Anéran, Camors (Cazaux-Frechet-Anéran-Camors, fusion en 1978), Garin[3], Germ, Gouaux (Gouaux-de-Larboust[3]), Ilhan, Jurvielle[3], Loudenvielle, Loudervielle, Mont, Oô[3], Portet (Portet-de-Luchon[3]), Poubeau[3], Saint-Aventin[3], Saint-Calix, Saint-Tritous[3] (rattaché à Garin), Trébons (Trébons-de-Luchon[3] en 1929) et Vielle-Louron.
13. L'enclave de Saint-Béat avec : Saint-Béat[3] (seule la partie gauche de la paroisse, séparée de la partie droite par la Garonne) et Arlos[3].
14. L'enclave de Saint-Bertrand avec : Saint-Bertrand (Saint-Bertrand-de-Comminges[3] en 1958, absorbe Saint-Just en 1790).
15. L'enclave de Montréjeau avec : Montréjeau[3] (se sépare de Les Toureilles en 1875), Saint-Paul, Les Toureilles (détaché de Montréjeau en 1875).

Castelferrus, Marignac, Merville, Saint-Jean-de-Cauquessac et Valcabrère.